# Новотникова-Кургайцова, Любица
Любица Новотникова-Кургайцова (словац. Ľubica Novotníková-Kurhajcová; род. 13 июня 1954, Братислава) — чехословацкая гребчиха, выступавшая за сборную Чехословакии по академической гребле в 1986—1992 годах. Победительница и призёрка первенств национального значения, участница двух летних Олимпийских игр.

## Биография
Любица Новотникова родилась 13 июня 1954 года в Братиславе, Чехословакия.
Впервые заявила о себе в академической гребле на международном уровне в сезоне 1986 года, когда вошла в состав чехословацкой национальной сборной и выступила на чемпионате мира в Ноттингеме, где в зачёте парных четвёрок стала седьмой.
Благодаря череде удачных выступлений удостоилась права защищать честь страны на летних Олимпийских играх 1988 года в Сеуле. В составе парного экипажа-четвёрки, куда также вошли гребчихи Гана Крейчова, Ирена Соукупова и Бланка Микискова, финишировала на предварительном квалификационном этапе четвёртой, но через дополнительный отборочный заезд всё же прошла в главный финал А, где в конечном счёте показала пятый результат.
В 1989 году на чемпионате мира в Бледе финишировала в парных четвёрках четвёртой.
В 1990 году в парных двойках заняла седьмое место на чемпионате мира в Тасмании.
Находясь в числе лидеров чехословацкой гребной команды, благополучно прошла отбор на Олимпийские игры 1992 года в Барселоне. На сей раз вместе с гребчихами Иреной Соукуповой, Михаэлой Бурешовой и Ганой Кафковой стала в финале шестой.
После разделения Чехословакии Новотникова-Кургайцова больше не показывала сколько-нибудь значимых результатов в академической гребле на международной арене.